# ANCAP

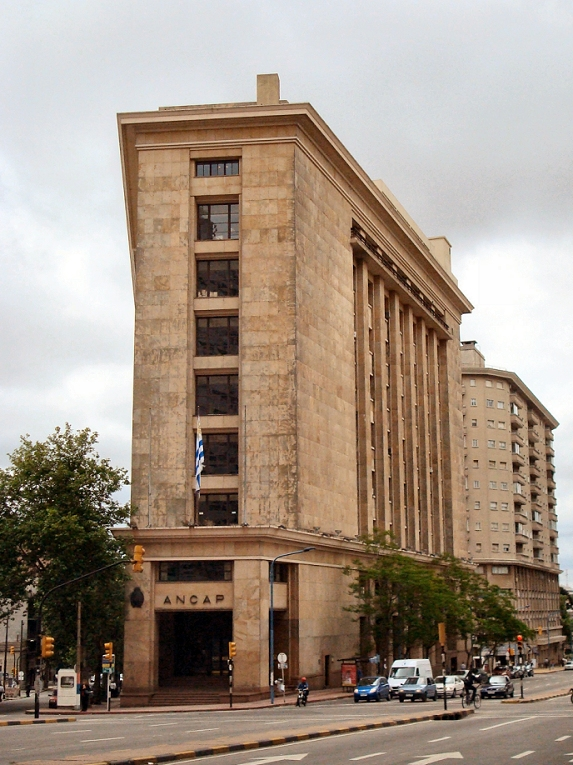
Sede da ANCAP em Montevideo, Uruguai.

ANCAP (Administración Nacional de Combustibles, Alcoholes y Portland) é uma empresa estatal do governo do Uruguai. Atua na produção de petróleo e produtos derivados, cimento Portland e bebidas alcoólicas. Ela opera a única refinaria de petróleo uruguaia, em La Teja (bairro de Montevidéo, a capital do país), com uma capacidade de 50.000 barris (7.900 m3) por dia. 
Em dezembro de 2008, ANCAP lançou uma rodada de licenciamento pra exploração de petróleo e gás em águas territoriais do Uruguai, com conclusão prevista para junho de 2009. Ela ofereceu 11 blocos de exploração de petróleo e gás que cobrem áreas que variam de 4.000 a 8.000 quilômetros quadrados cada, com profundidades de água que variam de 50 a 1.450 metros. 
Além de Uruguai, ANCAP opera na Argentina onde possui Petrolera del Cono Sur, operando uma rede de postos de combustíveis. 
Em 2006, a Petrobras, empresa estatal petrolífera do governo do Brasil, anunciou a intenção de refinar parte do petróleo pesado extraído do Campo de Marlin, na Bacia de Campos, no estado do Rio de Janeiro, na refinaria de La Teja e, também, de ampliar a mesma. 

## Ligações Externas
- website da empresa